# Huskvarna bibliotek
Huskvarna bibliotek, tidigare Huskvarna stadsbibliotek, är ett folkbibliotek i Huskvarna,
Ett folkbibliotek öppnades i fabrikssamhället Huskvarna i Hakarps landskommun 1904, några år innan orten blev köping 1907 och stad 1911. 
Biblioteket ligger sedan 2017 i det nya Huskvarna stadshus på Madängen. Närmast dessförinnan låg det 1971–2017 i tre plan i Unionshuset vid hörnan Erik Dahlbergsgatan/Drottninggatan vid Esplanaden och innan dess på Rosenborgsgatan.
Huskvarna bibliotek är sedan kommunsammanslagningen 1971 en del av Jönköpings stadsbibliotek. Det är Jönköpings stadsbiblioteks största biblioteksfilial.

## Bildgalleri

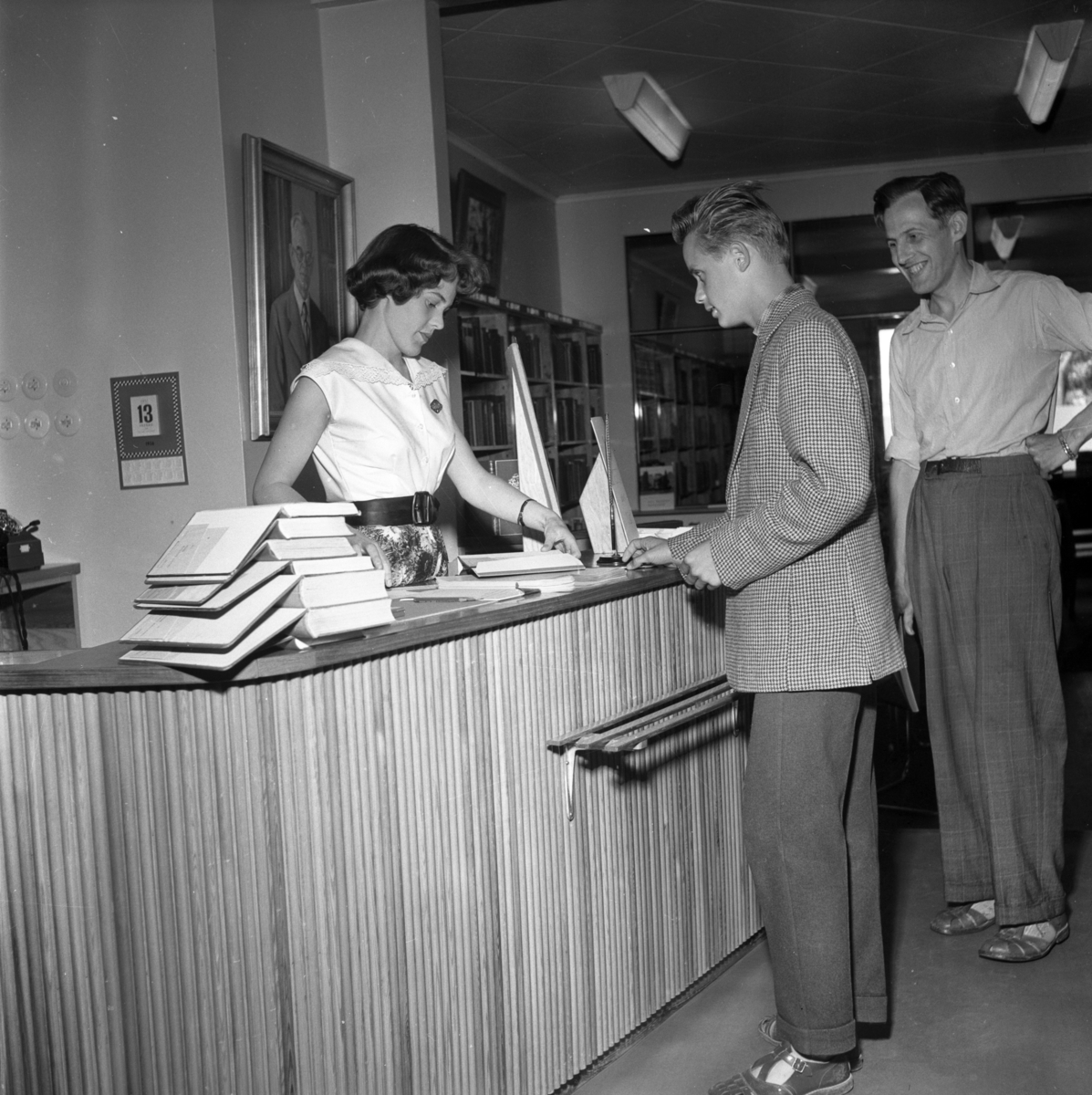
Biblioteket på Rosenborgsgatan, 1956
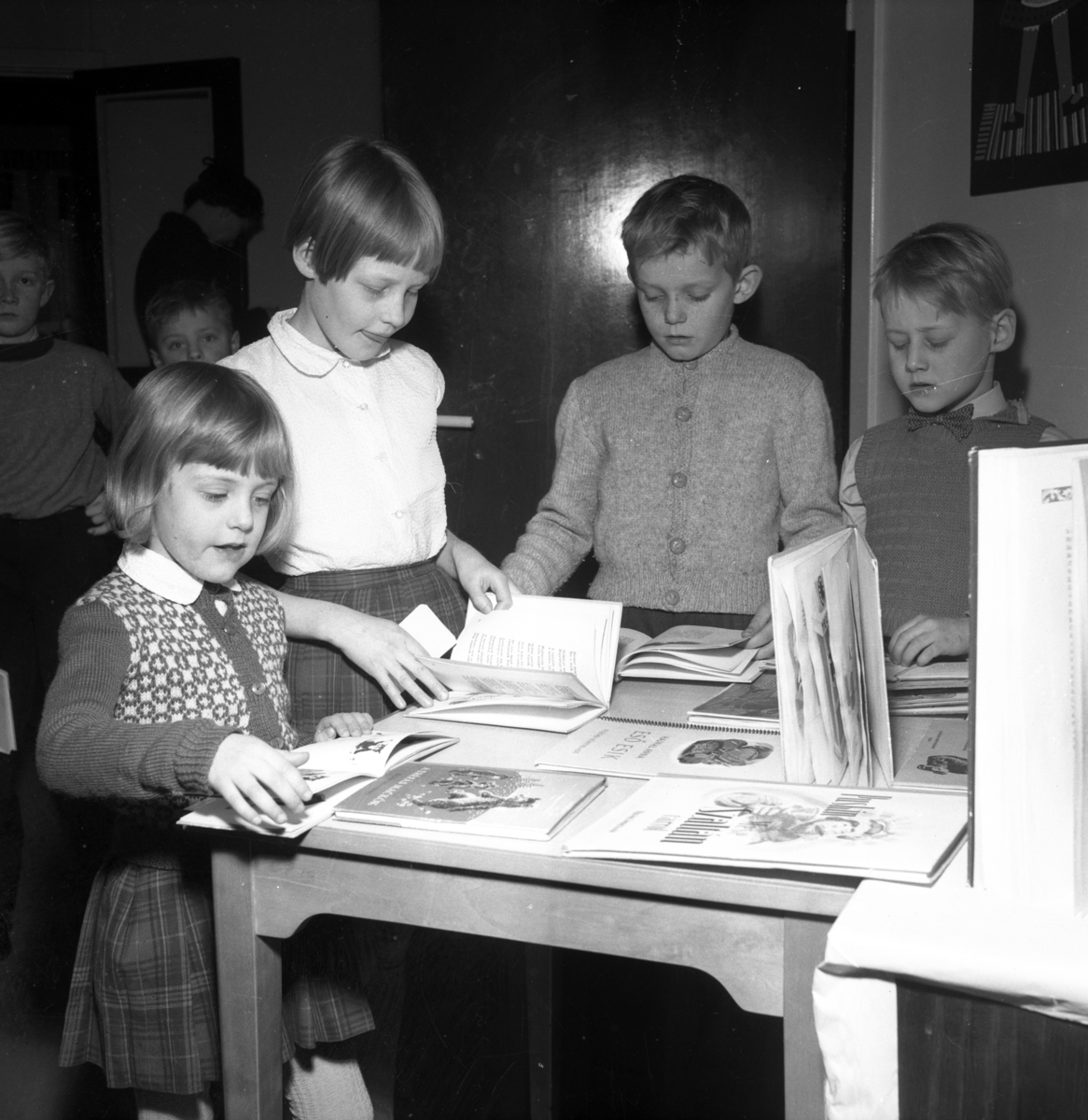
Barnboksutställning, 1956

## Att läsa vidare
- Eric Eilert: Huskvarna stadsbibliotek –1904 – 50 år –1954 – kort historik, jämte årsberättelse för år 1953, Huskvarna 1954